# Johann Gottlieb Schaeffer

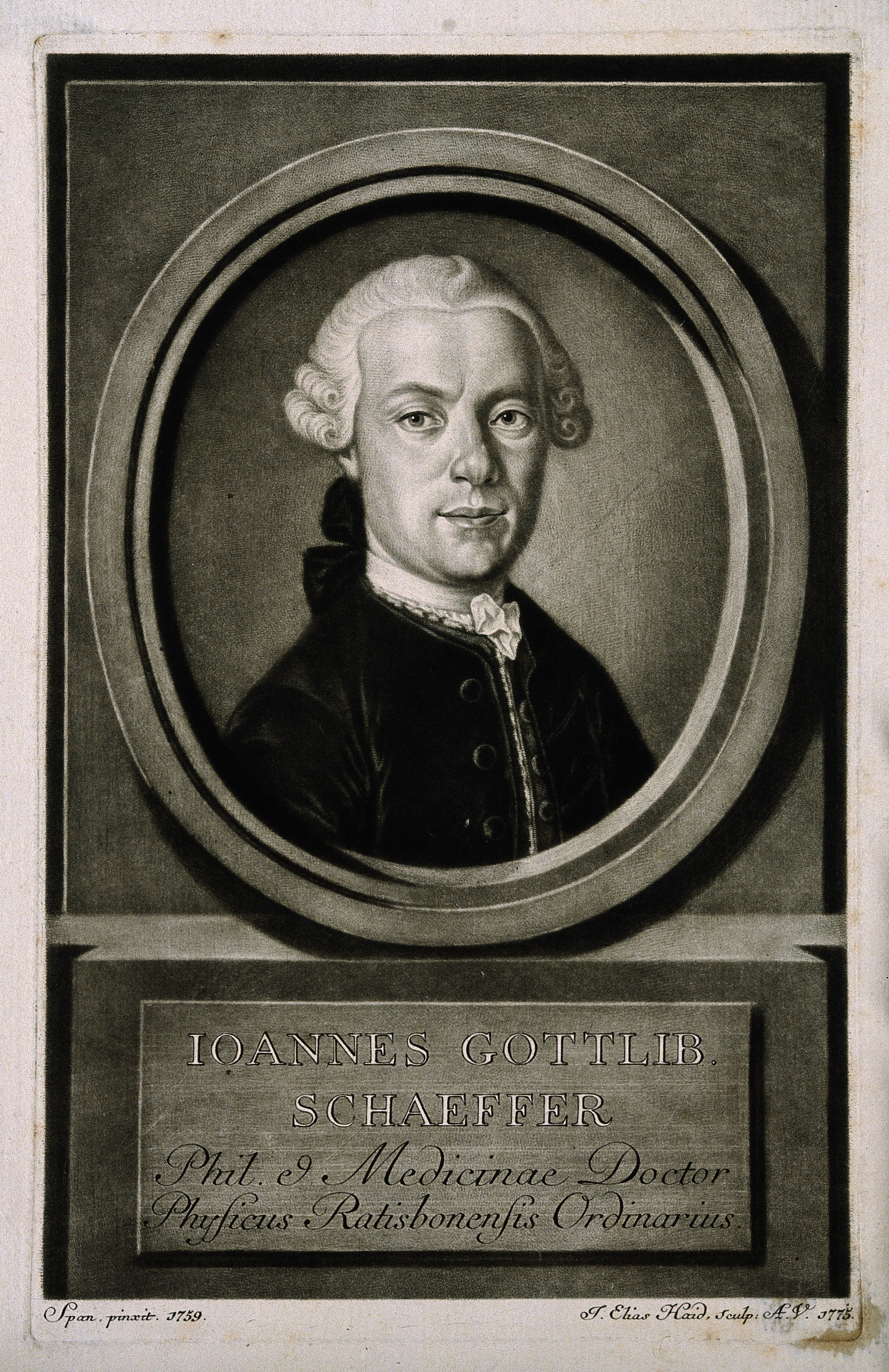
Porträt (J.E. Haid 1775)

Johann Gottlieb Schaeffer, auch Schäffer (* 13. September 1720 in Querfurt; † 1. Februar 1795 in Regensburg), war ein deutscher Arzt.

## Leben
Schaeffer, Sohn des 1728 im Alter von 51 Jahren früh verstorbenen Archidiakons Johann Christoph Schäffer und dessen Ehefrau Martha Viktoria, geb. Schernberger, wuchs nach dem Tod seines Vaters mit fünf Geschwistern in ärmlichen Verhältnissen auf. Ein Studium war aus finanziellen Gründen nicht vorgesehen und deshalb ging er 1734 nach Schmölln, um Apotheker zu werden. 1741 wechselte er an die Elephanten-Apotheke in Regensburg, wo es seinem zwei Jahre älteren Bruder Jacob Christian Schäffer gelungen war, an der Neupfarrkirche ordiniert zu werden. Er übte dort das Amt eines Predigers und Extraordinarius aus, wurde 1779 zum Superintendent der evangelischen Gemeinde bestellt und konnte seinen jüngeren Bruder in den Jahren der Ausbildung gut unterstützen. Schaeffer erlernte die alten Sprachen am Gymnasium poeticum in Regensburg neben seiner Tätigkeit als Apotheker und ging dann nach Neustadt an der Aisch, wo er auf dem Lyzeum endgültig auf das Studium vorbereitet wurde. Weiterhin mit Unterstützung seines Bruders, nahm er an der Universität Altdorf das Studium der Medizin auf und widmete sich daneben auch dem Studium der Philosophie.
Bereits am 23. November 1745 erlangte der gut gebildete Schaeffer mit der Dissertation De caussis, cur alimenta et medicamenta alium saepe effectum edant in hominibus sanis quam aegrotis die Promotion zum Dr. med. Am 17. Januar 1747 wurde ihm der Titel Dr. phil. verliehen.
Schaeffer war bereits ab 1747 als praktischer Arzt in Regensburg zugelassen und übernahm 1749 die Leitung des Katholischen Krankenhauses der Stadt. 1763 führte er Impfungen gegen Blattern in Regensburg ein, hielt medizinische Vorlesungen für die Wundarztausbildung, die auch von interessierten Bürgern besucht wurden. Er wurde Leibarzt der Fürsten von Thurn und Taxis sowie beim Fürstbischof von Regensburg. Am 18. November 1774 wurde er Garnisonsarzt, am 17. August 1775 zweiter Stadtphysicus und schließlich 1788 erster Stadtphysikus.
Für sein Wirken erhielt Schäffer vielfach Anerkennung. Er wurde 1757 zum Mitglied der Akademie der Naturforscher Leopoldina gewählt, 1759 dann in deren Gründungsjahr ordentliches Mitglied der Bayerischen Akademie der Wissenschaften. 1790 erhielt er schließlich vom Fürstbischof von Regensburg die Hofratswürde.
Johann Gottlieb Schaeffer hatte zwei Söhne, die wie ihr Vater auch in Regensburg Ärzte wurde: Jacob Christian Gottlieb von Schäffer (1752–1826) und Johann Ulrich Gottlieb von Schäffer (1753–1829).

## Publikationen (Auswahl)
- Die Kraft und Wirkung der Electricität in dem menschlichen Körper und dessen Krankheiten, besonders bei gelähmten Gliedern u. s. w., Regensburg 1752 (2. Auflage als Elektrische Medicin u. s. w., Regensburg 1766).
- Der Gebrauch und Nutzen des Tabakrauchclystiers, nebst einer dazu bequemen Maschine, Regensburg 1757.
- Geschichte des grauen Staares und der neuen Operation, solchen durch Herausnehmung der Krystallinse zu heilen, Regensburg 1765.